# FZ Водолея
FZ Водолея (лат. FZ Aquarii) — двойная затменная переменная звезда типа W Большой Медведицы (EW) в созвездии Водолея на расстоянии (вычисленном из значения параллакса) приблизительно 19936 световых лет (около 6112 парсеков) от Солнца. Видимая звёздная величина звезды — от +14,8m до +14,5m. Орбитальный период — около 0,6791 суток (16,299 часов).

## Характеристики
Первый компонент — жёлто-белая звезда спектрального класса F. Эффективная температура — около 6833 К.